# Język judeoportugalski
Język judeoportugalski, język żydowsko-portugalski, język luzytański – martwy język z grupy romańskich, używany przez Żydów w Portugalii do XVI wieku, a wśród diaspory żydowskiej na świecie do początku XIX wieku, obecnie używany jako język liturgiczny w niektórych gminach żydowskich.

## Historia
Rozwinął się na podstawie języka portugalskiego z dodatkiem zapożyczeń z hebrajskiego. Zawierał wiele archaizmów portugalskich. Był językiem diaspory żydowskiej w Portugalii aż do XVI wieku, kiedy to Żydów w 1536 wygnano z tego kraju. Zapisywano go zmodyfikowanym alfabetem hebrajskim (aljamiado português) lub łacińskim. Następnie Żydzi portugalscy (Sefardyjczycy) używali go w wielu miejscach we Francji, Niderlandach i w Anglii, a później także w obu Amerykach. 
W Europie język judeoportugalski wywarł duży wpływ na język ladino oraz na bagitto (jeden z dialektów języka judeowłoskiego). Wśród diaspory był w użyciu aż do początku XIX wieku. W Ameryce wywarł wpływ na języki papiamento i saramakański.
Obecnie język judeoportugalski jest językiem liturgicznym (w ograniczonym zakresie) w niektórych gminach żydowskich. Posługuje nim się niemal 2000 osób.

## Przykładowehebraizmy
| Judeoportugalski | Hebrajski     | Polski                |
| ---------------- | ------------- | --------------------- |
| cados            | kodesz        | święty                |
| jessiba          | jesziwa       | szkoła religijna      |
| massó            | macah         | maca                  |
| misvá            | micwah        | przykazania           |
| ros              | rosz          | głowa                 |
| rassim           | raszim        | głowy                 |
| rossaná          | rosz haszanah | Nowy Rok              |
| sabá             | szabbat       | sobota                |
| sedacá           | cedakah       | miłosierdzie          |
| queilá           | qehila        | wspólnota             |
| quidus           | kiddusz       | błogosławienie wina   |
| tebá             | tewah         | platforma w synagodze |

## Archaizmy z języka portugalskiego
| Judeoportugalski | Współczesny portugalski | Polski                          |
| ---------------- | ----------------------- | ------------------------------- |
| algũa            | alguma                  | jakaś                           |
| angora           | agora                   | teraz                           |
| apartar          | separar                 | oddzielić                       |
| aynda            | ainda                   | teraz                           |
| dous             | dois                    | dwa                             |
| he               | é                       | jest                            |
| hũa              | uma                     | (rodzajnik nieokreślony żeński) |